# Will James
William Roderick James (6 de junho de 1892—1942) foi um artista e escritor canadense.

## Obras
- Bucking Horse Riders (1922)
- Smoky the Cow Horse (1926)
- The American Cowboy (1942)

## Prêmios
- Medalha Newbery (1927)